# NGC 1238
NGC 1238 é uma galáxia elíptica (E) localizada na direcção da constelação de Eridanus. Possui uma declinação de -10° 44' 51" e uma ascensão recta de 3 horas, 10 minutos e 52,6 segundos.
A galáxia NGC 1238 foi descoberta em 1 de Novembro de 1886 por Lewis A. Swift.